# 均匀访存模型
均匀访存模型（英語：Uniform Memory Access，縮寫：UMA），亦称作统一寻址技术或统一内存存取架构，是一种用于并行计算机的共享内存架构。UMA模型中的所有处理器统一共享物理内存。在UMA架构中，访问内存位置的时间与发出请求的处理器或传输数据的内存芯片无关。UMA计算机架构通常与非均匀访存模型 (NUMA) 架构形成对比。在NUMA架构中，每个处理器可能使用私有缓存。外设也以某种方式共享。UMA模型适用于通用和多用户分时应用程序。它可用于加速时间关键型应用程序中单个大型程序的执行。

## 架构类型
UMA架构有三种类型：
- 采用基于总线的对称多处理机 (SMP) 架构的UMA；
- 采用交叉开关（Crossbar switch）的UMA；
- 采用多级互连网络（Multistage interconnection networks）的UMA。

## 实例
1. 对称多处理机(SMP);
2. 非对称多处理机:和对称处理机不同的是，这种处理机中处理器有主从之分，主处理器可以操纵I/O 并执行操作系统代码，可以监控从处理器执行用户进程，但是从处理器则不行，只能受主处理器的监视。

## hUMA
AMD推广異構系統架構（Heterogeneous System Architecture）時，提出了 hUMA（heterogenous UMA）。hUMA允許CPU和GPU共享系統記憶體，讓GPU更有效執行通用運算GPGPU（General-purpose computing on graphics processing unit）。